# 西脇順三郎
西脇順三郎（日语：／ Nishiwaki Junzaburō，1894年1月20日—1982年6月5日）是一名日本詩人和英文学者，戰前的現代主義、達達主義、超現實主義運動的中心人物。長於水墨畫，號東山。在1960年代曾9度在諾貝爾文學獎被推薦者名單，但受限於翻譯之壁，而未得獎。台灣詩人楊熾昌、林修二皆受其啟迪影響。

## 生平
1894年生於新潟縣北魚沼郡小千谷町（現・小千谷市）。1912年（大正元年），入慶應大學理財科預科，大學時代遍讀英文書。慶應大學理財科畢業後，任慶應大學預科教授，在職期間也在『三田文學』等雜誌發表英文詩。1922年（大正11年），渡英，翌年入學牛津大學。1925年（大正14年），中退。1926年（大正15年），任慶應大學文學部教授，一方面也開始文學批評活動。之後，出版『超現實主義詩論』、『超現實主義文學論』等。1935年（昭和10年），参加新興俳句運動。太平洋戰爭期間，因超現實主義而受彈壓。
戰後，持續發表詩作。1961年（昭和36年），成為日本藝術院會員。1971年（昭和46年），獲選為文化功勞者。1973年（昭和48年），獲選為美國文理科學院榮譽院士。1974年（昭和49年），獲得勳二等瑞寶章。

### 諾貝爾獎提名
1958年、1960年至1966年，辻直四郎、日本文藝家協會、日本學士院向諾貝爾文學獎提名西脇順三郎，但皆未得獎。
諾貝爾獎委員認為西脇順三郎的作品翻譯、資料不足，且水準不值得獲得諾貝爾獎。
依照諾貝爾網站的推薦資料庫的歷年推薦序如下：

- 1960 年由 辻直四郎 推薦
- 1961 年由 日本文藝家協會 推薦
- 1962 年由 辻直四郎 推薦
- 1963 年由 日本藝術院 推薦
- 1964 年由 辻直四郎 推薦
- 1965 年由 辻直四郎 推薦
- 1966 年由 辻直四郎 推薦
- 1967 年由 辻直四郎 推薦
- 1968 年   推薦者未知

但日本作家川端康成於1968年獲得諾貝爾文學獎後，便減少推薦日本籍作家。

## 主要著作

### 詩集
- 『Ambarvalia』椎の木社 1933

### 評論・文庫・隨筆
- 『超現實主義詩論』厚生閣書店 1929
- 『超現實主義文學論』天人社 1930
- 『西洋詩歌論』金星堂 1932

## 關連項目
- 神戶詩人事件

## 外部連結
- 慶應義塾大学出版会｜西脇順三郎コレクション （页面存档备份，存于）